# Baggerkuhle Gribbohm
Die Baggerkuhle Gribbohm ist ein Naturschutzgebiet in der schleswig-holsteinischen Gemeinde Gribbohm im Kreis Steinburg.
Das rund 19 Hektar große Naturschutzgebiet ist unter der Nummer 123 in das Verzeichnis der Naturschutzgebiete des Ministeriums für Energiewende, Landwirtschaft, Umwelt, Natur und Digitalisierung eingetragen. Es wurde Ende 1986 ausgewiesen (Datum der Verordnung: 23. Dezember 1986). Zuständige untere Naturschutzbehörde ist der Kreis Steinburg.

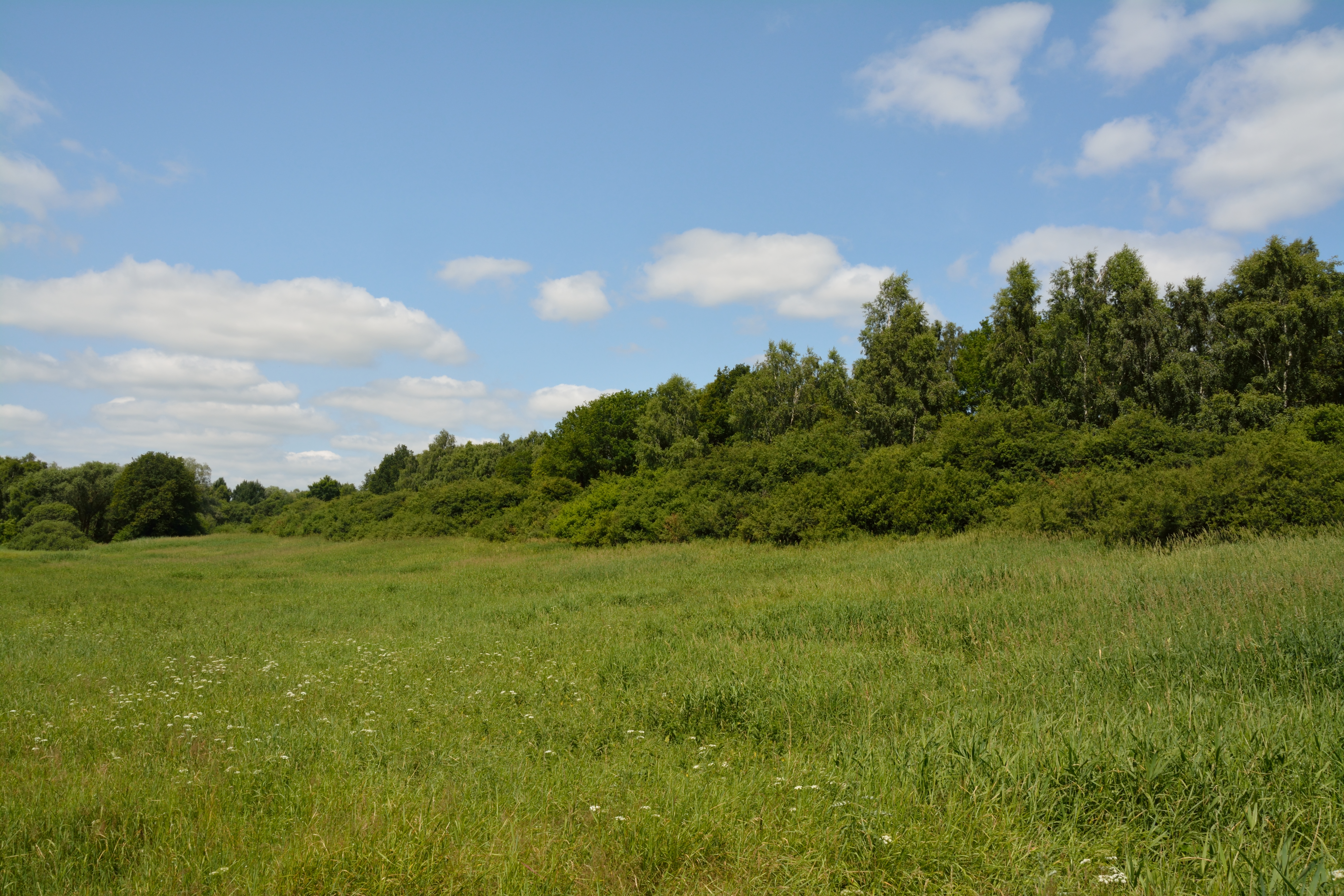

Das Naturschutzgebiet liegt nordwestlich von Itzehoe rund 1,75 Kilometer östlich des Nord-Ostsee-Kanals in einem landwirtschaftlich geprägten Gebiet. Es grenzt im Süden direkt an den Bahndamm der Marschbahn, im Norden an eine Landesstraße. Nach Westen und Osten wird es von Feld- bzw. Wirtschaftswegen begrenzt.
Das Naturschutzgebiet stellt eine aufgelassene Baggerkuhle unter Schutz, die zuletzt als Spülfläche genutzt wurde. Sie wird von einem Nebeneinander von nassen, wechselfeuchten und trockenen Sandstandorten geprägt. Auf Teilen der Fläche stocken Bäume, andere sind offene Standorte.